# Bălan
Bălan (în maghiară Balánbánya, în germană Kupferbergwerk) este un oraș în județul Harghita, Transilvania, România. Are o populație de 6.115 locuitori (conform recensământului din 2011). Este înconjurat de comuna Sândominic.

## Istoric
Atestările documentare despre orașul Bălan provin încă din secolul al XIV-lea, conform registrelor comunei Sândominic. În secolul al XVII-lea începe exploatarea minieră în zonă, sub domnia lui Mihai Apafi (1661-1690). În perioada 1780-1790, un cioban, pe nume Ioan Oprea, trecând cu turmele sale prin zona Munților Hașmașului Mare a observat unele filoane de culoare galben-verzui, acoperite de un luciu metalic, acesta urmând sa raporteze autoritaților locale de la acea vreme, o familie de nobili secui, care era preocupată în special de exploatarea aurului din acea zona.
Treptat, se va înființa o colonie de mineri, iar din anul 1802, Cancelaria de la Viena intervine și se trece de la un “minerit popular’’ la o exploatare sistematică a minereului de cupru, care în perioada următoare va însemna cel mai important centru de resurse cuprifere al Austro-Ungariei.
Perioada următoare este caracterizată prin suișuri și coborâșuri, din punct de vedere al mineritului, dar comunitatea formată acolo a continuat să se dezvolte. În anul 1825 Bălanul se desparte de comuna Sândominic, astfel devine o colonie minieră de sine stătătoare (cu conducere locală proprie), iar la mijlocul secolului al XIX-lea (1850) sunt menționați aproximativ 800 de locuitori conduși de către un primar. În anul 1894 localitatea s-a reunit din nou cu comuna Sândominic.
Activitatea minieră a continuat și în perioada celor două conflagrații mondiale, cu câteva excepții, dar indiferent de impedimentele întâmpinate (sistări, crize), această comunitate s-a aflat într-o continuă dezvoltare, care s-a accentuat în perioada regimului comunist. Astfel, în pe data de 4 august1967, pe fondul reformei administrativ-teritoriale, Bălanul devine un oraș cu aproximativ 16.000 de locuitori, din care 6.000 lucrau la Întreprinderea de Exploatare Minieră din localitate.
Orașul Bălan a fost până în 2006 o localitate monoindustrială, deci principala sursă de venit a majorității locuitorilor provenea din activitatea de exploatare a minereului de cupru, nefiind o zonă în care societățile comerciale sa aibă un impact semnificativ.
Odată cu intrarea în declin a economiei naționale după Revoluția din 1989, soarta orașelor de tip monoindustrial create de regimul comunist a fost pecetluită, așadar complexul industrial al Minei din Bălan și-a pierdut treptat din investiții, iar în anul 2006 a fost închisă. Locuitorii orașului trebuind să își găsească locuri de muncă în alte zone. Din acel moment a început o scădere demografică accentuată.

## Cultură
În Bălan funcționează ca instituție publică de cultură – Casa de Cultură a orașului, situată în centrul localității. În cadrul acestei instituții publice locale, se organizează, periodic, diferite spectacole artistice, expoziții, concursuri și alte tipuri de evenimente.
“Noroc bun!”, era salutul minerilor înainte de intrarea în abataj, acum doar o formalitate între foștii mineri rămași în Bălan, care odată pe an, de Zilele Orașului, împreună cu autoritățile se întrunesc la Troița de lângă fosta Întreprindere, la monumentul dedicat minerilor care au căzut în subteran, pentru a le oferii un “omagiu”, printr-o slujbă oficiată de preoți.
Un impact considerabil în promovarea valorilor etnoculturale și integrarea tinerilor prin diferite activități socio-culturale, interetnice la avut Asociația Etnoculturală Concordia, iar mai recent Asociația Ecosportivă Sufletul Hășmașului Arhivat în 26 martie 2020, la Wayback Machine.. Cea din urmă organizează, anual, din 2017, evenimentul Aleargă Hășmașii Arhivat în 26 martie 2020, la Wayback Machine., o competiție sportivă de alergare montană.

### Festivaluri
Deși Bălanul este un oraș cu o populație majoritar română, încă de pe vremea regimului comunist, pe plan cultural și-au făcut impactul și etnicii maghiari, prin Asociația Culturală BOTORKA. Asociația organizează, în fiecare an, la Bălan, Festivalul Internațional de Dansuri Populare pentru Tineret. Un program cultural ce oferă în același timp diversitate și unitate în dreptul tineretului maghiar din Bălan și din afara țării.

## Sport
Clubul sportiv “Minerul” Bălan, a avut rezultate de-a lungul timpului pe mai multe ramuri sportive: fotbal, handbal, hochei, Lupte Greco-Romane etc. Cunoscutul jucător de fotbal, component al Generației de Aur a fotbalului românesc, Tibor Selymes iși are originile în acest oraș.  Încă o personalitate a sportului bălănean este Ioan Timaru, fostul hocheist al echipei CSA Steaua București și căpitan al Echipei Naționale de Hochei a României. 
Dacă echipa de fotbal a activat la nivel de divizia C , dacă hocheiul a fost un sport prezent doar pe o perioadă scurtă din an (doar lunile cu zăpadă noiembrie-aprilie), Echipa de Lupte Greco-Romane, echipă ce avea ca și antrenor pe vestitul luptător Miklós Stefan originar din loc. Sândominic, a reușit după un parcurs de peste 10 ani de activitate să promoveze și să activeze în divizia A la nivel național, lucru care a făcut ca orașul Bălan să fie vizitat de echipe din Timișoara, Zalău, Bistrița , Oradea, București, Brașov, Lugoj, ș. a. Tânărul luptătorul Anghel Marcel a reușit ca la campionatele Naționale de la Lugoj, din anul 1984, să obțină medalia de bronz. Această echipă, datorită copiilor minunați și talentați de care a beneficiat , a dus numele orașului Bălan în mai toate colțurile țării unde au obținut multe premii constând în plachete , diplome și a făcut cunoscută dorința și talentul copiilor de mineri de a progresa și a fi primii peste tot unde concurau. 
Cursele cu sănii trase de câini malamuți, practicate de sute de ani, au devenit un obicei și în localitatea de sub Masivul Hășmaș. Aceste evenimente sunt organizate de Asociația sportivă Alaskan Malamut Bălan, în împrejurimile orașului. Activități ce se bucură de un peisaj superb pe timp de iarnă.

## Așezare geografică
Orașul Bălan este situat în Nord-Estul județului Harghita, în zona centrală a Carpaților Orientali, la poalele Hășmașului Mare. Orașul se întinde pe firul râului Olt pe o distanță de aproximativ 3 km.

## Clima
Datorită munților care înconjoară orașul, clima este una temperat continentală cu o microclimă foarte favorabilă.

## Flora și fauna
Cea mai mare parte din pădurile din jurul orașului sunt alcătuite din molid, dar se întâlnesc și brazii, paltinii și laricele.
Speciile de plane întâlnite sunt: floarea de colț, care este o specie rară ocrotită de lege, sângele voinicului, tulichină mirositoare, ghintura galbenă, angelica.
În zonă se găsesc și ciuperci comestibile precum hribi și gălbiori, dar și fructe de pădure precum zmeură, afine și fragi.

## Atracții turistice
Pe lista atracțiilor turistice se numără Masivul Hășmașul Mare, vârfurile Piatra Singuratică (1648 m), Ecem (1708 m), Bălan (1376 m), Fagul Cetății (1197 m), Arama Olt (1072 m) și Arama Neagră (1481 m).

## Demografie
Componența etnică a orașului Bălan
     Români (58,7%)
     Maghiari (29,98%)
     Romi (1,46%)
     Alte etnii (0,07%)
     Necunoscută (9,79%)
Componența confesională a orașului Bălan
     Ortodocși (50,07%)
     Romano-catolici (34,37%)
     Reformați (2,57%)
     Alte religii (2,46%)
     Necunoscută (10,53%)
Conform recensământului efectuat în 2021, populația orașului Bălan se ridică la 5.414 locuitori, în scădere față de recensământul anterior din 2011, când fuseseră înregistrați 6.115 locuitori. Majoritatea locuitorilor sunt români (58,7%), cu minorități de maghiari (29,98%) și romi (1,46%), iar pentru 9,79% nu se cunoaște apartenența etnică. Din punct de vedere confesional, majoritatea locuitorilor sunt ortodocși (50,07%), cu minorități de romano-catolici (34,37%) și reformați (2,57%), iar pentru 10,53% nu se cunoaște apartenența confesională.
|  | Graficele sunt indisponibile din cauza unor probleme tehnice. Mai multe informații se găsesc la Phabricator și la wiki-ul MediaWiki. |

Date: Recensăminte sau birourile de statistică - grafică realizată de Wikipedia

## Politică și administrație
Orașul Bălan este administrat de un primar și un consiliu local compus din 15 consilieri. Primarul, Gheorghe Iojiban[*],  politician independent, este în funcție din 2016. Începând cu alegerile locale din 2024, consiliul local are următoarea componență pe partide politice:
|  | Partid                                 | Consilieri | Componența Consiliului | Componența Consiliului | Componența Consiliului | Componența Consiliului | Componența Consiliului | Componența Consiliului | Componența Consiliului |
|  | -------------------------------------- | ---------- | ---------------------- | ---------------------- | ---------------------- | ---------------------- | ---------------------- | ---------------------- | ---------------------- |
|  | Uniunea Democrată Maghiară din România | 7          |                        |                        |                        |                        |                        |                        |                        |
|  | Partidul Social Democrat               | 3          |                        |                        |                        |                        |                        |                        |                        |
|  | Alianța pentru Unirea Românilor        | 2          |                        |                        |                        |                        |                        |                        |                        |
|  | Partidul Național Liberal              | 1          |                        |                        |                        |                        |                        |                        |                        |
|  | Partidul România Mare                  | 1          |                        |                        |                        |                        |                        |                        |                        |
|  | Partidul Alianța Renașterea Națională  | 1          |                        |                        |                        |                        |                        |                        |                        |

## Personalități
- Tibor Selymes, jucător de fotbal
- Ioan Timaru, jucător de hochei
- Barabási Albert-László, fizician